# 丹羽宇一郎
丹羽宇一郎（1939年1月29日—），出生于日本爱知县。日本企業家、外交官。歷任伊藤忠商事的社長（1998年—2004年）、會長（2004年至今），原日本郵政株式會社取締役，地方分權改革推進委員會委員長，世界糧食計劃署协会会长。2010年成為首位以民間人身份被任命為駐華大使。2012年12月卸任，由木寺昌人接任。
現任日中友好協會會長。

## 生平
出身於愛知縣名古屋市。高中就讀於愛知縣立惟信高等學校；1958年進入名古屋大學法學部，是1960年安保鬥爭時學生運動的先鋒領袖。
1962年大學畢業後進入伊藤忠商事工作，被分配到油脂部，之後一直在從事於糧食相關的工作。1968年—1977年外遣至美國工作。1980年代中國改革開放初期即經常被派往中國進行貿易工作，因此對中國事務十分熟悉。 1997年出任經營策劃、董事。另外與他交手過的商人讚與他為「重量級的拳擊手」，佩服他的行事風格。
1998年正式成為伊藤忠的代表取締役社長，任內果斷處理了商事超過4000億日圓的不良資產；至2001年3月的財政決算，商事從過去最高的705億日圓虧損回复為史上最高利潤，震驚業界。
2004年，秉承社長六年任期的承諾，辭去社長職位。轉任取締役會長。2006年—2008年，擔任內閣府經濟財政諮問會議議員。
2010年，被新上任的菅直人首相任命為駐華大使。因為稀土的問題又被稱為「列日戰鷹」、「擁有鷹爪的白鴿」。但丹羽的任命從一開始就充滿爭議，主要被指責的是他作為日本五大貿易公司之一的伊藤忠商事董事長，與中國有千絲萬縷的利益關係，而且對華關係重要、他沒有外交經驗等。不過民主黨堅持正因他是商人，所以有利發展中日經濟關係。爭論持續到丹羽上任後3個月，中國漁船與日本巡邏船釣魚島相撞事件後關係大幅惡化，民主黨政權內也傳出了嘆息，更迭的傳聞便不絕於耳。
2012年，在接受英國《金融時報》訪問時表示反对东京都购买釣魚台之計劃，對取得多數民眾認可的購島計劃予以批評。為此，日本官房長官藤村修緊急表示丹羽宇一郎的此發言不代表日本政府的正式立場。藤村修在記者會上說：「丹羽的發言只是他個人的見解，完全不代表政府的立場」，執政民主黨政策調整會長前原誠司也公開指責丹羽「超越大使職權，是不適當的發言」。2012年5月4日，在眾議院議長横路孝弘和中國國家副主席習近平的會談時，他伴隨日本國會眾議院議長橫路孝弘與中國國家副主席習近平會談。在會談中、丹羽宇一郎針對日本國内多數民眾認可的东京都购买釣魚台的購島計劃、向習近平表示：「日本是個奇怪的國家」「日本让人不可思議」，令在場的人覺得「他拍中國馬屁，只是個不知道是重視國家利益還是公司利益的商人」。
丹羽的發言在日本被披露後，傳媒、輿論上不僅譴責丹羽「賣國媚外」的聲音高漲，而且追究2010年的外相、現任副首相岡田克也當時主導啟用民間貿易公司伊藤忠商事的董事長丹羽出任駐華大使的政治責任，自民黨國會議員世耕弘成也說：「民主黨免不了對丹羽言行的責任」。丹羽宇一郎受到日本政府召回日本本土。日本外相玄葉光一郎在6月8日針對駐華大使丹羽宇一郎向英國《金融時報》表示反對東京都購買釣魚台（日本稱尖閣諸島）的問題說：「尖閣諸島是日本固有的領土，本來就不存在主權問題，主權在日本國內變更與否不是對外的問題，所以當然不是日本政府的見解」。玄葉光一郎說外務省已通過亞太局局長杉山晉輔打電話給丹羽提出口頭警告，丹羽表示了：「非常抱歉，今後不會再發生這種事」。
2012年7月23日，日本產經新聞引述日本一高官說，首相野田佳彥認為丹羽大使在今年6月關於釣魚台的發言與日本政府方針矛盾，因此日本政府計劃在9月份國會閉會後更換丹羽宇一郎大使。
2012年8月27日，担任日本驻华大使的丹羽宇一郎乘坐的车辆在北京被两台汽车逼停，丹羽大使所乘坐车辆上的日本国旗被一名男子拿走。
2012年9月11日，日本內閣會議決定由經濟擔當外務審議官西宮伸一接替丹羽宇一郎出任日本駐華大使，丹羽遭到免職。丹羽宇一郎原本於2012年10月結束駐華大使任期後回國，但由於候任駐華大使西宮伸一突然病逝，丹羽需延長任期至同年11月中旬。2012年（平成24年）12月18日，丹羽宇一郎卸任，由木寺昌人接任。

## 年表
- 1939年（昭和14年）1月29日：愛知縣名古屋出生。
- 1962年（昭和37年）3月：名古屋大学法学部毕业
- 1962年（昭和37年）4月：伊藤忠商事株式會社入社
- 1989年（平成元年）4月：粮油食品第二本部代理部长兼油脂部长
- 1990年（平成2年）4月：業務部長
- 1992年（平成4年）6月：取締役
- 1994年（平成6年）6月：常務取締役
- 1996年（平成8年）4月：専務取締役　生活産業集团统辖役员兼粮食部长
- 1997年（平成9年）4月：取締役副社长  社长助理 经营企画担当役員  兼海外・外开发担当役员  兼主管生活产业公司
- 1998年（平成10年）4月：取締役社長
- 2004年（平成16年）6月：取締役会長
- 2010年（平成22年）4月：取締役相談役
- 2010年（平成22年）6月：驻中华人民共和国特命全权大使(7月31日到任)
- 2012年（平成24年）12月：卸任中华人民共和国特命全权大使職務
- 2015年（平成27年）6月：當選日中友好協會會長

## 理念
丹羽成功經營伊藤忠，不僅令伊藤忠轉虧為盈，而且大大擴展了伊藤忠的業務範圍。其經營手法和決斷能力備受外界推崇，他著作的幾本勵志類、經營類的書也成為暢銷書。
「清白、誠實、良善」是丹羽形容自己工作的精神。他認為「株式會社」形式不可能永存；要求增加公司內女性和外籍職員的比例。

## 著作
- 《工作才能成就人》
- 《經營者的思考》
- 《公司的價值》
- 《請先辭掉社長》
- 《新日本開國論》
- 《北京烈日 ：中国で考えた国家ビジョン2050 》